# 545e Volksgrenadierdivisie
De 545e Grenadierdivisie / 545e Volksgrenadierdivisie (Duits: 545. Grenadier-Division / 545. Volksgrenadier-Division) was een Duitse infanteriedivisie tijdens de Tweede Wereldoorlog. 

## Geschiedenis
De divisie werd opgericht als zogenaamde Sperrdivisie op 10 juli 1944 door Wehrkreis XII als onderdeel van de 29. Welle, uit o.a. de Kampf-Marsch-Bataillone 1049 , 1051 en 1052. Op 14 september werden delen van Grenadierregiment 1070 en Grenadierbrigade 1136 in de divisie ingevoegd.

## 545e Grenadierdivisie
Vrijwel direct daarna kwam de divisie in actie aan het oostfront. Eind juli 1944 bevond de divisie zich noordoostelijk van Rymanów. De divisie trok zich eind augustus ongeveer vijftig kilometer westwaarts terug naar het Kołaczyce-gebied. De Duitse troepen probeerden hier een nieuwe frontlinie op te bouwen. Op 9 oktober 1944 werd de divisie omgedoopt tot 545e Volksgrenadierdivisie.

## 545e Volksgrenadierdivisie
De divisie werd meteen ook op dezelfde stand gebracht als de divisies van de 32. Welle door toevoegen van extra divisie-eenheden. De divisie kon de stellingen bij Kołaczyce houden van eind augustus 1944 tot januari 1945. De Sovjet-uitbraak uit het Baranów Sandomierski-bruggenhoofd dwong de eenheid zich in februari 1945 terug te trekken naar Opper-Silezië, naar Bielitz-Biala. De divisie was zo zwak dat deze in februari 1945 opgeheven werd. De resterende infanterie werd opgenomen in de 78e Volkssturmdivisie.

### Heroprichting
De 545e Volksgrenadierdivisie werd in maart 1945 alweer heropgericht in Silezië. De Pz.Jg.Abt. kwam uit de PzJg.Abt. 178 (78e Volkssturmdivisie), het Grenadierregiment werd heropgericht uit het Sicherungsregiment Ostland 2. De divisie werd betiteld als Kampfgruppe 545 V.Gr., dus was verre van op volle sterkte.
De nieuwe eenheid, die ten zuidwesten van Berlijn werd ingezet, werd opnieuw neergeslagen ten noorden van Bad Muskau, door de aanval van het 13e Sovjetleger in de Sovjet Cottbus-Potsdam Operatie, startend op 16 april 1945. De resten van de 545e Volksgrenadierdivisie gingen daar in Sovjet krijgsgevangenschap.

## Bovenliggende bevelslagen
| Legerkorps                   | Leger          | Legergroep               | Plaats/regio  | Begin             | Eind              |
| ---------------------------- | -------------- | ------------------------ | ------------- | ----------------- | ----------------- |
| XI SS Korps                  | 17. Armee      | Heeresgruppe Nordukraine | Polen, Krosno | eind juli 1944    | 23 september 1944 |
| XI SS Korps                  | 17. Armee      | Heeresgruppe A           | Kołaczyce     | 23 september 1944 | januari 1945      |
| 49e Bergkorps                | 1. Panzerarmee | Heeresgruppe Mitte       | Oost-Pruisen  | februari 1945     |                   |
|                              |                |                          |               |                   |                   |
| Pantserkorps Großdeutschland | 4. Panzerarmee | Heeresgruppe Mitte       | Lausitz       | april 1945        |                   |

## Commandanten
| Rang                                     | Naam                   | Begin            | Eind             |
| ---------------------------------------- | ---------------------- | ---------------- | ---------------- |
| Oberst vanaf 1 oktober 1944 Generalmajor | Otto Obenaus           | 15 juli 1944     | 15 januari 1945  |
| Oberst                                   | Emmanuel von Kiliani   | 16 januari 1945  | 18 februari 1945 |
|                                          | ??                     | 18 februari 1945 |                  |
| Generalmajor                             | Hans-Ernst Kohlsdorfer | 20 april 1945    |                  |

Generalmajor Obenaus kwam tijdens een verkenningsrit bij Osobnica plotseling tegenover Sovjettroepen te staan en is sindsdien vermist.

## Samenstelling
- Grenadier-Regiment 1085
- Grenadier-Regiment 1086
- Grenadier-Regiment 1087
- Artillerie-Regiment 1545
- Divisie-eenheden 1545, deels ook 545